# کاوه فرزانه
کاوه فرزانه (بهمن ۱۳۴۶ – ۲۳ تیر ۱۴۰۰) عکاس، نویسنده و مدرس عکاسی بود. 
او فارغ‌التحصیل رشته راه و ساختمان بود. فرزانه فعالیت عکاسی را به صورت حرفه‌ای از سال ۱۳۸۲ آغاز کرد. او در ۲۳ تیر ۱۴۰۰ بر اثر بیماری کرونا درگذشت.

## همکاری‌ها
انجمن‌ها، دانشگاه‌ها، آموزشگاه‌ها و مراکز فرهنگی: انجمن عکاسان نگاه- خانه عکاسان ایران، حوزه هنری استان تهران
حوزه هنری استان البرز، انجمن یوزپلنگ ایرانی، موسسه کاوشگران حیات وحش پارت.  انجمن سینمای جوان کرج
انجمن سینمای جوان تهران، مجتمع فنی تهران – کرج مجتمع فنی تهران
کانون مهندسان ساختمان البرز، فرهنگ سرای معرفت، شهرداری کرج، خانه عکاسان جوان
اداره ارشاد بیرجند، کتاب و فرهنگ چیستا – کرج
شهرداری منطقه ۱۲ – تهران، بافت تاریخی تهران، فصل نامه نور رؤیایی
گروه مشاورین تبلیغات میثاق، دانشگاه جامع علمی کاربردی و …
همکاری با نشریات:
هما - سفر- همشهری (سرزمین من) – کوثر– تعطیلات نو، بوم، نور رؤیایی، و …
انتشارات سیمین و زرین - انتشارات ایرانشناسی، انتشارات برازنده، انتشارات پازینه
شبکه سحر ۲ (برنامه کردی) - شبکه مستند – برنامه نردبان - IRIB و …

## نمایشگاه‌ها

### نمایشگاه‌های انفرادی
- نمایشگاه انفرادی عکس ایران رؤیایی حقیقی – سینما آزادی – گالری آزادی
- نمایشگاه انفرادی - حیات وحش ایران
- نمایشگاه انفرادی ایران ریشه در خاک
- نمایشگاه انفرادی ماکرو و مینی مال – فرهنگ سرای معرفت
- نمایشگاه انفرادی حیات وحش – یاد واره  امیر طالبی گل - حوزه هنری استان البرز

### نمایشگاه‌های گروهی
راه یافتن اثر به بیش از ۱۲۰ مسابقه و نمایشگاه:
نمایشگاه عکاسی معنویت در معماری، انجمن عکاسان نگاه، نمایشگاه عکاسی فیزیکی
نمایشگاه خانه عکاسان - مسابقه جهاد دانشگاهی، مسابقه عکاسی فیزیکی، جشنواره عکس
فیروزه، اولین اکسپوی عکس ایران (فرهنگسرای صبا)، نمایشگاه گروهی عکس – شیراز
شهر بی مثال، آزاد جشنواره صعود به بام ایران-دماوند، جشنواره کشوری عکس کوهستان بینالود
- شهرستان نیشابور، مسابقه عکس دانشگاه آزاد اسلامی، کتاب سال خانه عکاسان
نمایشگاه گروهی طبیعت و معماری خانه عکاسان ایران، دومین جشنواره عکس گرانتر از طلا
مسابقه اندیشه و عکاسی، نمایشگاه جشنواره و محیط زیست - سازمان حفاظت و محیط زیست
- شهرستان بیرجند، برگزاری شش دوره ورکشاپ عکاسی، یادواره زنده یاد امیر طالبی گل با همکاری مؤسسه کاوشگران حیات وحش پارت
. 
نخستین جشن جهانی نوروز و …

## داوری‌ها
- داور دومین دوره مسابقه عکاسی از پدیده‌های فیزیکی - دانشگاه امیر کبیر- پلی تکنیک

- داور چهارمین جشنواره عکس عاشورایی – استان البرز

- داور سومین دوره مسابقه عکاسی از پدیده‌های فیزیکی - دانشگاه امیر کبیر - پلی تکنیک

- داور مسابقه اولین دوسالانه عکس نور و نگاه حوزه هنری استان البرز

- داور مسابقه عکس - سازمان وزرش – استان البرز

- داور مسابقه فیلم بسیج - استان البرز

- داور اولین مسابقه سراسری عکس آب – اتاق بازرگانی و صنایع و معادن و کشاورزی ایران

- داوری مسابقه عکس اجلاس سراسری نماز (۲۵) مین

- داور نخستین جشنواره ملی عکس ویرا

- داور انتخاب اولیه عکس جشنواره عکس آیات

- داور اولین جشنواره ملی عکس حیران و …

## آثار

### تألیف
۱- عکاسی ماکروگرافی و کلوزآپ - ۱۳۹۴
۲- از آشوب ادراک تا ستایش تصویر (ترنگا ترنگ اندیشه) – پاره نخست - ۱۳۹۵
۳- از آشوب ادراک تا ستایش تصویر (ترنگا ترنگ اندیشه) – پاره دوم - ۱۳۹۶
۴- از آشوب ادراک تا ستایش تصویر (ترنگا ترنگ اندیشه) – پاره سوم - ۱۳۹۶
۵- واکاوی ساختارهای اسطوره و کهن الگو (نقد اسطوره ای - کهن الگویی عکس) - ۱۳۹۷
۶- رویاهای مشترک خدایان - پاره نخست - ۱۳۹۷
۷- آئینه مهر آئین - پاره نخست - ۱۳۹۷
۸- رقصا رقص دریا - ۱۴۰۳
۹- ترکیب بندی در عکاسی - ۱۴۰۳